# Canada's Drag Race (terza edizione)
La terza edizione di Canada's Drag Race è andato in onda in Canada dal 14 luglio al 9 settembre 2022 sulla piattaforma streaming Crave, e sull'emittente OutTV.
Il 15 giugno 2022 vengono annunciate le dodici concorrenti, provenienti da tutto il Canada, con hanno l'obiettivo di essere incoronate come la prossima Canada's Next Drag Superstar.
Gisèle Lullaby, vincitrice dell'edizione, ricevette come premio 100000 C$, una fornitura di cosmetici per un anno della Shoppers Drug Mart, una corona e uno scettro di Amped Accessories.
Miss Fiercalicious prenderà parte alla seconda edizione di Canada's Drag Race: Canada vs the World.

## Concorrenti
Le dodici concorrenti che prendono parte al reality show sono:
| Concorrente        | Vero nome              | Età | Città                               | Posizionamento |
| ------------------ | ---------------------- | --- | ----------------------------------- | -------------- |
| Gisèle Lullaby     | Simon Gosselin         | 33  | Montréal – Québec                   | Vincitrice     |
| Jada Shada Hudson  | Dwight Giraud          | 37  | Toronto – Ontario                   | 2º posto       |
| Kimmy Couture      | Louent Essar Lampong   | 25  | Ottawa – Ontario                    | 3º/4º posto    |
| Miss Fiercalicious | Paulo Fortes           | 25  | Toronto – Ontario                   | 3º/4º posto    |
| Vivian Vanderpuss  | Mackenzie Lemire       | 29  | Victoria – Columbia Britannica      | 5º posto       |
| Irma Gerd          | Jason Wells            | 32  | Saint John's – Terranova e Labrador | 6º posto       |
| Bombae             | Mudit Ganguly          | 29  | Toronto – Ontario                   | 7º posto       |
| Lady Boom Boom     | Henri Delisle Langlois | 25  | Montréal – Québec                   | 8º posto       |
| Kaos               | Jesilo Devon Bernard   | 27  | Calgary – Alberta                   | 9º posto       |
| Chelazon Leroux    | Layten Byhette         | 22  | Saskatoon – Saskatchewan            | 10º posto      |
| Miss Moço          | Adam Moço              | 35  | Toronto – Ontario                   | 11º posto      |
| Halal Bae          | Sherif Taalab          | 33  | Toronto – Ontario                   | 12º posto      |

## Tabella eliminazioni
| Ordine | Episodi       | Episodi       | Episodi       | Episodi       | Episodi       | Episodi       | Episodi       | Episodi       | Episodi            |
| Ordine | 1             | 2             | 3             | 4             | 5             | 6             | 7             | 8             | 9                  |
| ------ | ------------- | ------------- | ------------- | ------------- | ------------- | ------------- | ------------- | ------------- | ------------------ |
| 1      | Lady          | Kimmy         | Jada          | Gisèle        | Gisèle        | Fiercalicious | Vivian        | Fiercalicious | Gisèle Lullaby     |
| 2      | Jada          | Chelazon      | Irma          | Bombae        | Irma          | Jada          | Fiercalicious | Gisèle        | Jada Shada Hudson  |
| 3      | Kaos          | Fiercalicious | Kimmy         | Kimmy         | Vivian        | Vivian        | Kimmy         | Jada          | Kimmy Couture      |
| 4      | Irma          | Bombae        | Lady          | Vivian        | Jada          | Kimmy         | Jada          | Kimmy         | Miss Fiercalicious |
| 5      | Kimmy         | Gisèle        | Vivian        | Fiercalicious | Fiercalicious | Gisèle        | Gisèle        | Vivian        |                    |
| 6      | Bombae        | Lady          | Gisèle        | Lady          | Bombae        | Irma          | Irma          |               |                    |
| 7      | Chelazon      | Kaos          | Bombae        | Irma          | Kimmy         | Bombae        |               |               |                    |
| 8      | Vivian        | Vivian        | Kaos          | Jada          | Lady          |               |               |               |                    |
| 9      | Gisèle        | Irma          | Fiercalicious | Kaos          |               |               |               |               |                    |
| 10     | Fiercalicious | Jada          | Chelazon      |               |               |               |               |               |                    |
| 11     | Moço          | Moço          |               |               |               |               |               |               |                    |
| 12     | Halal         |               |               |               |               |               |               |               |                    |

Legenda:
     La concorrente ha vinto la gara
     La concorrente è arrivata in finale ma non ha vinto la gara
     La concorrente è arrivata in finale, ma è stato eliminata
     La concorrente ha vinto la puntata
     La concorrente figura tra le prime ma non ha vinto la puntata
     La concorrente è salva ed accede alla puntata successiva (l'ordine di chiamata è casuale)
     La concorrente figura tra le ultime  ma non ed è a rischio eliminazione
     La concorrente figura tra le ultime due ed è a rischio eliminazione
     La concorrente è stata eliminata

## Giudici
- Brooke Lynn Hytes
- Brad Goreski
- Traci Melchor

### Giudici ospiti
- Carole Pope
- Hollywood Jade
- Jeremy Dutcher
- Jimbo
- Lesley Hampton
- Mei Pang
- Monika Schnarre
- Sarah Nurse
- Sarain Fox
- Vanessa Vanjie Mateo

## Special Guest
- RuPaul
- Icesis Couture

## Riassunto episodi

### Episodio 1 –Sidewalk to Catwalk
Il primo episodio della terza edizione canadese si apre con le concorrenti che entrano nell'atelier. La prima a entrare è Bombae, l'ultima è Halal Bae. Brooke Lynn Hytes, Brad Goreski e Traci Melchor fanno il loro ingresso annunciando l'inizio di una nuova edizione e dando il benvenuto alle concorrenti.
- La mini sfida: le concorrenti devono in un outfit a tema streetwear da presentare in una fashion week davanti ai giudici. La vincitrice della mini sfida è Bombae
- La sfida principale: le concorrenti devono realizzare un outfit d'alta moda utilizzando come base i materiali e i tessuti del look streetwear della mini sfida precedente. Durante la creazione degli outfit ci furono alcuni problemi, ad esempio Fiercalicious ha avuto difficoltà a realizzare il suo look a causa della sua inesperienza con il cucito, mentre i tessuti scelti da Moço non sono sufficienti per realizzare l'outfit nella maniera originariamente pianificata. Prima della sfilata le concorrenti si confrontano riguardo l'inclusività internazionale all'interno della comunità LBGTQ+ canadese.

Giudice ospite della puntata è Monika Schnarre. Il tema della sfilata è Sidewalk to Catwalk, dove le concorrenti devono presentare l'outfit appena creato. Brooke Lynn Hytes dichiara Irma, Kimmy, Bombae, Chelazon, Vivian e Gisèle salve, e lascia le altre concorrenti sul palco per le critiche. Miss Moço e Halal Bae sono le peggiori, mentre Lady Boom Boom è la migliore della puntata.
- L'eliminazione: Miss Moço e Halal Bae vengono chiamate ad esibirsi con la canzone Beauty and a Beat di Justin Bieber e Nicki Minaj. Miss Moço si salva, mentre Halal Bae viene eliminata dalla competizione.

### Episodio 2 –The Who-Knows
Il secondo episodio si apre con le concorrenti che rientrano nell'atelier dopo l'eliminazione di Halal, con Moço grata di aver ricevuto un'altra possibilità da parte dei giudici. Il giorno successivo nell'atelier, le concorrenti discutono su cosa succederà nel futuro della competizione.
- La mini sfida: le concorrenti devono ricreare una divisa da hockey in modo drag, e devono creare un loro resoconto del perché dovrebbero essere arruolate nelle Might Tucks, la prima squadra di hockey composta esclusivamente da drag queen. La vincitrice della mini sfida è Chelazon Leroux.
- La sfida principale: le concorrenti, divise in coppie, devono presentare le categorie dei Who-Knows Awards, una cerimonia di premiazione dedicata alle celebrità semisconosciute, e inoltre dovranno recitare se vinceranno un premio. Avendo vinto la mini sfida, Chelazon avrà il compito di formare le coppie. Bombae, Kaos e Lady presenteranno la categoria Busiest Beaver (La più taccagna), Gisèle e Chelazon presenteranno la categoria Nicest Caribooty (La più simpatica), Moço e Jada presenteranno la categoria Frostiest Queen (La più algida), Kimmy e Fiercalicious presenteranno la categoria Best All-Dressed (La miglior vestita) ed, infine, Irma e Vivian presenteranno la categoria Lifetime Achievement in Delusion (La più delirante).

Giudice ospite della puntata è Carole Pope. Il tema della sfilata è Goddesses of the Ancient World, dove le concorrenti devono sfoggiare un abito ispirato ad una divinità. Brooke Lynn Hytes dichiara Bombae, Gisèle, Lady, Kaos e Vivian salve, e lascia le altre concorrenti sul palco per le critiche. Miss Moço e Jada Shada Hudson sono le peggiori, mentre Kimmy Couture è la migliore della puntata.
- L'eliminazione: Miss Moço e Jada Shada Hudson vengono chiamate ad esibirsi con la canzone High School Confidential dei Rough Trade. Jada Shada Hudson si salva, mentre Miss Moço viene eliminata dalla competizione.

### Episodio 3 –Ruets
Il terzo episodio si apre con le concorrenti che rientrano nell'atelier dopo l'eliminazione di Moço, con Jada triste di aver eliminato una sua cara amica, ma afferma che ciò la spronerà nell'andare avanti durante la competizione.
- La mini sfida: le concorrenti, in un look da maschiaccio, devono improvvisare un appuntamento al buio con Brooke Lynn Hytes, con lo scopo di essere le più divertenti possibile. La vincitrice della mini sfida è Vivian Vanderpuss.
- La sfida principale: le concorrenti, divise in coppie, devono realizzare una coreografia ed esibirsi in lip sync su una canzone di RuPaul, davanti ai giudici. Avendo vinto la mini sfida, Vivian avrà la possibilità di assegnare i brani alle rispettive coppie. Durante l'assegnazione, si vengono a creare delle tensioni fra alcune coppie che vogliono lo stesso brano da coreografare. Una volta realizzate le coreografie, le concorrenti raggiungono il palcoscenico principale, dove Brooke Lynn e Vanessa Vanjie Mateo, concorrente della decima ed undicesima edizione statunitense, offrono consigli su come eccellere in una sfida di danza.

| Concorrente        | Brano della coreografia |
| ------------------ | ----------------------- |
| Chelazon Leroux    | Adrenaline              |
| Kaos               | Adrenaline              |
| Kimmy Couture      | I Feel Like Dancing     |
| Lady Boom Boom     | I Feel Like Dancing     |
| Bombae             | Let the Music Play      |
| Miss Fiercalicious | Let the Music Play      |
| Irma Jerd          | Peanut Butter           |
| Jada Shada Hudson  | Peanut Butter           |
| Gisèle Lullaby     | Throw Ya Hands Up       |
| Vivian Vanderpuss  | Throw Ya Hands Up       |

Giudici ospiti della puntata sono Hollywood Jade e Vanessa Vanjie Mateo. Il tema della sfilata è Sleeves, dove le concorrenti devono sfoggiare un abito con delle maniche esagerate. Brooke Lynn Hytes dichiara Jada, Irma, Kimmy e Lady salve, con Jada Shada Hudson che viene dichiarata la migliore della puntata, mentre le altre concorrenti sono a rischio eliminazione. Miss Fiercalicious e Chelazon Leroux sono le peggiori della puntata.
- L'eliminazione: Miss Fiercalicious e Chelazon Leroux vengono chiamate ad esibirsi con la canzone Don't Call Me Baby di Kreesha Turner. Miss Fiercalicious si salva, mentre Chelazon Leroux viene eliminata dalla competizione.

### Episodio 4 –Bitch Stole My Look
Il quarto episodio si apre con le concorrenti che rientrano nell'atelier dopo l'eliminazione di Chelazon, con molte di esse stufe dell'atteggiamento vittimista di Fiecalicious.
- La mini sfida: le concorrenti prendono parte a Tuck Talk, una conferenza parodia dei TED, dove devono improvvisare un discorso attraverso delle immagini rappresentate su un gobbo. La vincitrice della mini sfida è Jada Shada Hudson.
- La sfida principale: le concorrenti devono realizzare un outfit usando i materiali e tessuti che troveranno in una scatola con vari temi. Avendo vinto la mini sfida, Jada ha la possibilità di scegliere la propria e assegnare poi le scatole alle altre concorrenti. Tuttavia si viene a scoprire che ogni scatola possiede gli stessi tessuti e materiali. Traci Melchor ritorna nell'atelier per aiutare le concorrenti con vari consigli su come eccellere in una sfida di design.

Giudici ospiti della puntata sono Sarain Fox e Jimbo. Il tema della sfilata è Bitch Stole My Look, dove le concorrenti devono presentare l'outfit appena creato. Brooke Lynn Hytes dichiara Vivian, Fiercalicious e Lady salve, e lascia le altre concorrenti sul palco per le critiche. Durante i giudizi viene chiesto alle concorrenti, chi secondo loro merita di essere eliminata. Jada Shada Hudson e Kaos sono le peggiori, mentre Gisèle Lullaby è la migliore della puntata.
- L'eliminazione: Jada Shada Hudson e Kaos vengono chiamate ad esibirsi con la canzone Stranger in My House (Thunderpuss Radio Mix) di Tamia. Jada Shada Hudson si salva, mentre Kaos viene eliminata dalla competizione.

### Episodio 5 –Snatch Game
Il quinto episodio si apre con le concorrenti che rientrano nell'atelier dopo l'eliminazione di Kaos, con Fiercalicious che si scusa con le altre per il suo atteggiamento, affermando che cercherà di migliorare per evitare che ciò possa accadere anche in futuro.
- La mini sfida: le concorrenti devono "leggersi" a vicenda, ovvero dirsi qualcosa di cattivo l'un l'altra in modo scherzoso. La vincitrice della mini sfida è Lady Boom Boom.
- La sfida principale: per la sfida principale, le concorrenti prendono parte alla sfida più attesa in ogni edizione dello show, lo Snatch Game. Brad Goreski e Traci Melchor sono i concorrenti del gioco. Le concorrenti devono scegliere una celebrità e impersonarla per l'intero gioco, con lo scopo di essere il più divertenti possibili. Brooke Lynn ritorna nell'atelier per vedere quali personaggi sono stati scelti, inoltre, aiuta le concorrenti con vari consigli per dare il meglio nel gioco. Le celebrità scelte dalle concorrenti sono state:

| Concorrente        | Celebrità impersonata |
| ------------------ | --------------------- |
| Bombae             | Aziz Ansari           |
| Gisèle Lullaby     | Marie Curie           |
| Irma Gerd          | Marilyn Monroe        |
| Jada Shada Hudson  | Saucy Santana         |
| Kimmy Couture      | Ariana Grande         |
| Lady Boom Boom     | Mado Lamotte          |
| Miss Fiercalicious | Kourtney Kardashian   |
| Vivian Vanderpuss  | Tammy Faye Messner    |

Giudice ospite della puntata è Sarain Fox. Il tema della sfilata è Periodic Table of Elements, dove le concorrenti devono sfoggiare un abito ispirato ad un elemento della tavola periodica. Brooke Lynn Hytes dichiara Jada e Fiercalicious salve, e lascia le altre concorrenti sul palco per le critiche. Kimmy Couture e Lady Boom Boom sono le peggiori, mentre Gisèle Lullaby è la migliore della puntata.
- L'eliminazione: Kimmy Couture e Lady Boom Boom vengono chiamate ad esibirsi con la canzone Run Away with Me di Carly Rae Jepsen. Kimmy Couture si salva, mentre Lady Boom Boom viene eliminata dalla competizione.

### Episodio 6 –Cosmetic Queens
Il sesto episodio si apre con le concorrenti che rientrano nell'atelier dopo l'eliminazione di Lady Boom Boom, con Gisèle al settimo cielo per aver vinto la sua seconda sfida consecutiva. Successivamente Vivian afferma che vuole dimostrare ai giudici il proprio talento, con l'obiettivo di vincere la prossima sfida.
- La mini sfida: le concorrenti, divise in gruppi, devono posare per un servizio fotografico a tema foto di famiglia drag. La vincitrice della mini sfida è Jada Shada Hudson.
- La sfida principale: le concorrenti devono ideare, realizzare e produrre uno spot commerciale per promuovere la propria paletti di ombretti. Una volta scritto il copione, le concorrenti raggiungono Traci Melchor che aiuta a produrre gli spot nel ruolo di regista. Durante la registrazione degli spot, Gisèle e Bombae hanno avuto dei problemi con l'organizzazione generale, mentre Vivian e Fiercalicious hanno ricevuto complimenti per la loro creatività.

| Concorrente        | Prodotto realizzato    |
| ------------------ | ---------------------- |
| Bombae             | Butter Chicken         |
| Gisèle Lullaby     | WTF - Was That French? |
| Irma Gerd          | Snot Rocket            |
| Jada Shada Hudson  | Turn Up                |
| Kimmy Couture      | Transcending           |
| Miss Fiercalicious | Fierce                 |
| Vivian Vanderpuss  | Cat Mom                |

Giudice ospite della puntata è Mei Pang. Il tema della sfilata è Paint, dove le concorrenti devono sfoggiare un abito ispirato all'arte. Dopo la sfilata e le critiche dei giudici, Brooke Lynn Hytes dichiara Irma Gerd e Bombae le peggiori, mentre Miss Fiercalicious è la migliore della puntata.
- L'eliminazione: Irma Gerd e Bombae vengono chiamate ad esibirsi con la canzone Table Dancer di Keshia Chanté. Irma Gerd si salva, mentre Bombae viene eliminata dalla competizione.

### Episodio 7 –Squirrels Trip: The Rusical
Il settimo episodio si apre con le concorrenti che rientrano nell'atelier dopo l'eliminazione di Bombae, con Fiercalious al settimo cielo per la sua prima vittoria. Inoltre si discute di come Irma e Vivian siano le uniche concorrenti rimaste in gara a non aver ottenuto ancora una vittoria.
- La mini sfida: le concorrenti prendono parte ad un provino per il nuovo film di serie-b Super Queen, parodia delle trasposizione cinematografiche di Superman. La vincitrice della mini sfida è Kimmy Couture.
- La sfida principale: le concorrenti devono esibirsi nel nuovo musical Squirrels Trip: The Rusical, parodia del musical Mamma Mia!, dove dovranno esibirsi davanti ai giudici. Durante l'assegnazione dei copioni molte concorrenti hanno delle preferenze sui vari ruoli da fare, ma alla fine decidono di basarsi sulle abilità di ognuna. Una volta assegnati i copioni, le concorrenti raggiungono lo studio di registrazione, dove Brad Goreski offre loro consigli e aiuto per la registrazione del pezzo. Successivamente le concorrenti incontrano il coreografo Hollywood Jade, con il quale organizzano la coreografia per il brano. I personaggi impersonati dai concorrenti sono stati:

| Concorrente        | Personaggio impersonato |
| ------------------ | ----------------------- |
| Gisèle Lullaby     | Jill                    |
| Irma Gerd          | Jackae                  |
| Jada Shada Hudson  | Grace                   |
| Kimmy Couture      | Amber                   |
| Miss Fiercalicious | Ronnie                  |
| Vivian Vanderpuss  | Kiki                    |

Giudice ospite della puntata è Jeremy Dutcher. Il tema della sfilata è Dystopian Drag, dove le concorrenti devono sfoggiare un abito post apocalittico. Dopo la sfilata e le critiche dei giudici, Brooke Lynn Hytes dichiara Irma Gerd e Gisèle Lullaby le peggiori, mentre Vivian Vanderpuss è la migliore della puntata.
- L'eliminazione: Irma Gerd e Gisèle Lullaby vengono chiamate ad esibirsi con la canzone Love Is di Alannah Myles. Gisèle Lullaby si salva, mentre Irma Gerd viene eliminata dalla competizione.

### Episodio 8 –Masquerade Ball
L'ottavo episodio si apre con le concorrenti che rientrano nell'atelier dopo l'eliminazione di Irma, con Vivian al settimo cielo per la sua prima vittoria. Il giorno dopo nell'atelier, le concorrenti ricevono dei video-messaggi d'incoraggiamento da parte dei loro cari.
- La sfida principale: le concorrenti partecipano al Masquerade Ball, dove presenteranno tre look differenti; il terzo dovrà essere cucito e assemblato a mano. Avendo vinto la puntata precedente, Vivian avrà il compito di assegnare le maschere veneziane alle concorrenti. Le categorie sono:
  - Masc for Mascara: un look da maschiaccio ma con un tocco femminile;
  - Incog-She-To: un look con un cambio d'abito;
  - Masquerade Eleganza: un look realizzato in giornata con materiali, stoffe e parrucche che sia complementare alla maschera veneziana assegnata.

Giudice ospite della puntata è Lesley Hampton. Dopo la sfilata e le critiche dei giudici, Brooke Lynn Hytes dichiara Kimmy Couture e Vivian Vanderpuss le peggiori, mentre Miss Fiercalicious è la migliore della puntata ed accede alla finale. Gisèlle Lullaby e Jada Shada Hudson sono salve ed accedono alla finale.
- L'eliminazione: Kimmy Couture e Vivian Vanderpuss vengono chiamate ad esibirsi con la canzone CTRL + ALT + DEL di Rêve. Kimmy Couture si salva ed accede alla finale, mentre Vivian Vanderpuss viene eliminata dalla competizione.

### Episodio 9 –True North Strong (and Fierce)
Il nono ed ultimo episodio di quest'edizione si apre con le finaliste che ritornano nell'atelier dopo l'eliminazione di Vivian, dove si discute su chi riuscirà a vincere quest'edizione ed il titolo di prossima Drag Superstar canadese.
Per l'ultima prova, prima di incoronare la vincitrice di quest'edizione, le concorrenti dovranno comporre un pezzo, cantare ed esibirsi sulla canzone di Brooke Lynn Hytes, True, North Strong and Fierce e poi dovranno prendere parte ad un'intervista con Icesis Couture, vincitrice della seconda edizione.
Una volta scritto il pezzo, ogni concorrente va nella sala registrazione, dove Brooke Lynn dà loro consigli e aiuto per la registrazione del pezzo. Nel frattempo a uno a uno le concorrenti prendono parte all'intervista dove Priyanka pone domande sulla loro esperienza in questa edizione di Canada's Drag Race. Per la realizzazione della coreografia in studio le concorrenti incontrano Hollywood Jade che insegna loro la coreografia.
I giudici della puntata sono: Brooke Lynn Hytes, Brad Goreski, Travi Melchor e Sarah Nurse, in qualità di giudice ospite. Il tema della sfilata è Coronation Eleganza, dove le concorrenti devono sfilare con il loro vestito migliore.
Dopo le critiche, le finaliste tornano nell'atelier dove ad aspettarle ci sono tutte le concorrenti dell'edizione, dove discutono dell'esperienza vissuta nello show. Prima di comunicare il giudizio, tutte le concorrenti sfilano sulla passerella con il loro Best Drag per un'ultima volta. Dopo l'ultima sfilata, Brooke Lynn Hytes comunica che le due finaliste che accedono alla finalissima sono Jaida Shada Hudosn e Gisèle Lullaby, mentre Miss Fiercalicious e Kimmy Couture vengono eliminate dalla competizione. Jaida Shada Hudosn e Gisèle Lullaby si esibiscono in playback sulla canzone A New Day Has Come di Céline Dion. Dopo l'esibizione, Brooke Lynn Hytes dichiara Gisèle Lullaby vincitrice della terza edizione di Canada's Drag Race.